# Francis Peacock
Pour les articles homonymes, voir Peacock.
Francis Peacock, né en 1723 et mort le 26 juin 1807 à Aberdeen, est un professeur de danse, compositeur et peintre écossais.
Il est considéré comme le père de la Scottish country dancing.

## Biographie
Francis Peacock est vraisemblablement né à York mais rien authentifie ce dire. Il étudie la danse auprès de George Desnoyer, qui deviendra plus tard le maître de danse à la cour du roi George III.
En 1742, les citoyens d'Aberdeen engage James Stuart de Montrose (Angus) comme maître de danse mais, en 1746, le conseil recherche de nouveau « une personne de caractère sobre, discret et moral ».
John Dawney, maître de danse d'Édimbourg, recommande Francis Peacock, qui vit également à Édimbourg. Le 14 février 1747, le conseil municipal nomme Peacock, 23 ans, comme maître de danse officiel et unique d'Aberdeen. Il est payé sept shillings sterling par étudiant et par mois, ainsi qu'un peu d'argent pour organiser la musique.
À Aberdeen, Peacock crée la première école de danse ainsi que l'Aberdeen Musical Society. La société est fondée avec le médecin John Gregory, l'organiste Andrew Tait et le copiste musical David Young. Pendant près de 60 ans, Peacock agit comme directeur et violoniste occasionnel pour la société, les bénéfices de ses concerts privés étant reversés à des œuvres caritatives.
La carrière d'enseignant de Peacock à Aberdeen s'étalle sur cinq décennies. Beaucoup de ses étudiants sont de la noblesse écossaise ; Peacock croyait fermement que la danse était une activité vitale pour que les jeunes apprennent la grâce et les bonnes manières.
Il est, en outre, particulièrement connu pour son traité sur la danse en huit volumes, Sketches Relative to the History and Theory, but More Especially to the Practice of Dancing (1805). Il s'agit d'un des premiers ouvrages sur l'histoire de la danse. Il est dédié à Jane Gordon, duchesse de Gordon. Il utilise les noms gaéliques traditionnels pour les danses, mais a également utilisé les termes du ballet classique français.
Il a également peint des portraits miniatures et composé de la musique, dont un hymne joué lors du couronnement de George III en 1761. En 1762, il publie Fifty Favourite Airs for the Violin (1762).

### Famille
Le 15 février 1748, il épouse Ellen (ou Helen) Forbes (morte en 1804) à l'église Saint-Nicolas d'Aberdeen. Ils ont eu cinq enfants : Elizabeth, Jannet, John, George et Thomas.

### Philanthropie
Peacock était également un philanthrope. Le produit de ses croquis de 1805, s'élevant à 1 000 £, a été reversé à l'Aberdeen Lunatic Asylum (aujourd'hui Royal Cornhill Hospital). Il a également laissé une somme d'argent considérable à des œuvres caritatives dans son testament.

## Hommages
Une plaque commémorative se trouve dans son ancienne école de danse sur Castle Street, dans le centre d'Aberdeen.
La rue de Peacock's Close, dans l'est d'Aberdeen, lui est dédiée.